# Pawłów (Droszew)
Pawłów – część wsi Droszew w Polsce, położona w województwie wielkopolskim, w powiecie ostrowskim, w gminie Nowe Skalmierzyce, w Kaliskiem, ok. 7 km od Nowych Skalmierzyc. Wchodzi w skład sołectwa Droszew. 

## Podział administracyjny
W latach 1975–1998 Pawłów należał administracyjnie do województwa kaliskiego, od 1999 do powiatu ostrowskiego.

## Historia
Znany od 1396 roku jako własność rycerska. W drugiej połowie XVI wieku należał do Pawłowskich. Według Słownika geograficznego Królestwa Polskiego z 1886 w miejscowości były 4 domy i 24 mieszkańców.